# Brodosplit
Brodosplit je jedno od najvećih hrvatskih brodogradilišta iz Splita. Proizvodi vojna i civilna plovila (tankeri, trajekti, putnički brodovi). 
Nalazi u sjevernom dijelu Splita, u kaštelanskom zaljevu (od 1922.) na površini od 560 000 četvornih metara. Na izuzetno dobroj lokaciji za proizvodnju brodova, u blizini se nalaze i gradska teretna i putnička luka. U neposrednoj blizini je i Zračna luka Split (20 km). Brodosplit je od svibnja 2022. u predstečaju.

## Povijest brodogradilišta

### Brodogradnja u Splitu početkom 20. stoljeća
Split je 1910. imao svega 21.407 stanovnika  i bio mali provincijski grad na rubu Austro-Ugarske. Nakon osnutka Kraljevine Jugoslavije stao je ubrzano rasti, tako da je 1931. imao već 35.332 stanovnika, i bio najveća jugoslavenska luka, s čak sedam 
malih brodogradilišta, odnosno devet ako bi se tome pribrojila i ona u obližnjem Vranjicu i Solinu. 
Najstarije splitsko brodogradilište novoga doba bilo je ono obitelji Košćina, osnovano 1831. kod Lučca. Brodogradilište Košćina radilo je na tom mjestu do 1875.  Tada je zbog probijanja željezničke pruge između Lučca i Manuša, izmješteno zapadno od Matejuške, na mjesto gdje se danas nalazi bivši hotel Ambasador.
Drugo splitsko brodogradilište novoga vremena bilo je Ivanko, utemeljeno 1893. od strane Dinka Ivanka u gradskoj luci (podno Katalinića briga) - on je startao s malom barakom i manjim popravcima. Nakon pet godina izgradio je prvi vlastiti jedrenjak Slavni Vis. Brodogradilište Ivanko bavilo se uglavnom popravkom parobroda, vremenom je preraslo u dioničko društvo i prezvalo se u skladu sa zakonom u Brodogradilište D. Ivanko i drugovi. Kako je za Prvog svjetskog rata pao broj narudžaba,- poduzeće je bankrotiralo. Iz posrnulog društva je 17. ožujka 1918. uz financijsku pomoć novih ulagača izraslo novo društvo  Splitsko brodogradilište Jug za gradnju, popravak, kupnju i prodaju brodova u kojem je bivši vlasnik Dinko Ivanko postao tehnički poslovođa.
Treće splitsko brodogradilište bilo je Pomorsko industrijsko i tehničko poduzeće Braća Matijević (kasniji Marjan) utemeljeno 1922. godine. To je bilo malo remontno brodogradilište smješteno ispod ondašnje tvornice cementa Betizza. Imalo je vlastitu elektrocentralu, ljevaonicu, elektrotehničku i kovačku radionicu, te za ono doba pravo tehnološko čudo radionicu za autogeno varenje.
Četvrto splitsko brodogradilište Pakmor utemeljio je 1923., inženjer Pavle Kosiček. To je bilo malo brodogradilište u zapadnom dijelu gradske luke koje je gradilo elegantne brze motorne i sportske čamce, poduzeće je prestalo s radom 1960. godine.
Uz ta brodogradilišta, poslovala su i dva bitno manja u Lori; ono Vatroslava Bulimbašića (maone, jedrenjaci i čamci) i ono korčulanskog kalafata Petra Jeričevića.

### 1931. osnutak Jugoslavenskog društvo za izradu i opravku brodova
No pravi impuls brodogradnji u Splitu zbio se zbog vojske i njenih narudžbi. Kako je tadašnja Kraljevina Jugoslavija bila u odličnim vezama s tadašnjom Francuskom koja je bila pokrovitelj stvaranja Male Antante, - zbog toga je vojna suradnja Jugoslavije i Francuske bila izuzetno jaka i značajna. Tako je krajem 1930-ih poznato francusko brodogradilišno društvo Siege Social Ateliers et Chanties de la Loire iz Nantesa gradilo dvije podmornice klase Osvetnik za Jugoslavensku kraljevsku ratnu mornaricu - na račun tog posla veze su toliko ojačale da su francuzi odlučili svojim kapitalom i znanjem ojačati jugoslavensku brodogradnju i osnovati jedno snažno brodogradilište. Tadašnja Jugoslavija zapravo i nije imala većeg brodogradilišta, osim malog remontnog u Bijeloj (Boka kotorska) i onog u Kraljevici. Tako je u ožujku 1931. utemeljeno novo zajedničko Jugoslavensko društvo za izradu i opravku brodova sa sjedištem u Beogradu (iza kojeg je zapravo stajao Siege Social Ateliers et Chanties de la Loire).
Novoosnovano društvo kupilo je krajem ožujka 1931. godine brodogradilište Marjan (dok, ljevaonicu i mehaničku radionicu) a 18. kolovoza 1931. godine kupljeno je i brodogradilište Jug i zemljište u uvali Supaval.
Jugoslavensko društvo za izradu i opravku brodova u prvoj godini poslovanja, uspjelo je izvršiti popravke na 53 parobroda, 2 jedrenjaka i 3 čamca (ukupno 35.751 tona). Početkom 1932. godine društvo je počelo podizati nove proizvodne pogone, započeta je gradnja dvaju navoza od 60 i 80 m, te nekoliko radionica. 

### BrodogradilišteSplitA.D.  kasnijeJadranska brodogradilištaA.D.
Odlukom glavne skupštine dioničara ”Jugoslavenskog društvo za izradu i opravku brodova” promijenjen je naziv društva od 11. kolovoza 1932. godine u Brodogradilište Split A.D., a sjedište preseljeno iz Beograda u Split.
Od 7. lipnja 1933. otpočela je isporuka brodava za Jugoslavensku kraljevsku ratnu mornaricu prvi naručeni brod bila je bila barkasa Novogradnja br. 1 dužine 11m s ugradjenim diesel motorom. Društvo Siege Social Ateliers et Chanties de la Loire, radilo je na transferu novih tehnologija u splitsko brodogradilište i investiralo značajna sredstva u povećanje kapaciteta, prvi profit splitsko brodogradilište ostvarilo je tek 1938.
Ulaganja su pokazala rezultat 30. srpnja 1936. tad je porinut u more prvi željezni brod na vlastiti parni pogon - tegljač Konjic. To je označilo prekretnicu u splitskoj brodogradnji, i prijelaz sa zanatske na industrijsku proizvodnju brodova. Tad su se stale nizati narudžbe, gradili su brojne patrolne čamce (10) i patrolne brodove (2) za Ministarstvo Financija, jedan tegljač, te potom dva razarača Ljubljana i Zagreb (po nacrtima Ateliers et Chantiers de la Loire, koji su izgradili prvi brod te klase Beograd 1937.) za mornaricu Kraljevine Jugoslavije i dva velika putnička broda Sarajevo (nakon rata Sinj) i Šumadija (nakon rata Kotor).   Razarači su dovršeni 1939. a brodogradilište naraslo na 1100 radnika. Posljednji Razarač Split, naručen 1938. brodogradilište je dovršilo tek 1942. za Talijane.

#### Nepotpuna lista brodova izgrađenih za vrijeme BrodogradilištaSplitA.D. (Jadranska brodogradilištaA.D.)
| Broj na navozu | Ime               | Vrsta                            | Godina | Nosivost (registarska tona) |
| -------------- | ----------------- | -------------------------------- | ------ | --------------------------- |
| 40             | -                 | patrolni čamac                   | 1940.  | -                           |
| 30             | Split             | razarač                          | 1942.  | 1850                        |
| 28             | Velebit           | patrolni brod                    | 1940.  | 123                         |
| 27             | Sarajevo (Sinj)   | obalno-putnički teretni parobrod | 1937.  | 472                         |
| 26             | Šumadija (Kotor)  | obalno-putnički teretni parobrod | 1937.  | 472                         |
| 23             | Ljubljana         | razarač                          | 1939.  | 1210                        |
| 22             | Zagreb            | razarač                          | 1939.  | 1210                        |
| 21             | Konjic            | parni lučki tegljač              | 1937.  | -                           |
| 1              | Novogradnja br. 1 | barkasa drvena                   | 1933.  | -                           |

### Brodograđevna industrijaSplit
Nakon Drugog svjetskog rata Brodogradilište Split A.D. je nacionalizirano i preimenovano u Brodograđevna industrija 
Split (od 1990-ih Brodosplit). Isprva je prve veće narudžbe 1950-ih brodogradilište radilo za domaću flotu, vremenom se taj odnos promijenio tako da se danas 80% brodova radi za inozemne naručioce.
Od svog osnutka Brodosplit je isporučio više od 350 brodova ukupne nosivosti od preko 10 milijuna tona. Mnogi od ovih brodova dobili su priznanja od uglednih međunarodnih institucija. 
Nakon 1990-ih Brodograđevna industrija Split d.d., Split (Brodosplit d.d. Split) preoblikovana je u dioničko društvo gdje je većinski vlasnik postala tvrtka-DIV Brodogradnja d.o.o. sa ( 99,7833%) dionica.
Brodosplit može graditi brodove u jednom dijelu do 280 metara dužine i 166,000 registarskih tona nosivosti. 

#### Nepotpuna lista brodova izgrađenih za vrijeme Brodosplita
| Broj na navozu | Ime               | Vrsta                 | Godina | Nosivost ( Registarska tona) |
| -------------- | ----------------- | --------------------- | ------ | ---------------------------- |
| 466            | Peristil          | brod za rasute terete | 2010.  | 52.113                       |
| 463            | Stena Polaris     | tanker                | 2010.  | 64.917                       |
| 462            | Stena Progress    | tanker                | 2009.  | 65.056                       |
| 459            | Arctic Char       | tanker                | 2010.  | 74.999                       |
| 458            | Arctic Flounder   | tanker                | 2009.  | 74.999                       |
| 461            | Olib              | tanker                | 2009.  | 108.433                      |
| 457            | Marinor           | tanker                | 2008.  | 74.999                       |
| 460            | Dugi Otok         | tanker                | 2008   | 108.414                      |
| 456            | Marika            | tanker                | 2008.  | 74.999                       |
| 453            | Zefyros           | tanker/ro-ro          | 2006.  | 1999                         |
| 452            | Apiliotis         | tanker/ro-ro          | 2006.  | 1975                         |
| 450            | Mari Ugland       | tanker                | 2008.  | 74.999                       |
| 447            | Donat             | suezmax tanker        | 2007.  | 166.300                      |
| 444            | Stena Performance | tanker                | 2006.  | 65.000                       |
| 441            | Stena Paris       | tanker                | 2005.  | 65.000                       |
| 434            | Hrvatska          | suezmax tanker        | 2005.  | 166.447                      |
| 433            | Alan Veliki       | suezmax tanker        | 2005.  | 166.739                      |
| 401            | Podravina         | tanker                | 1999.  | 44.000                       |
| 377            | Frankopan         | aframax tanker        | 1994.  | 101.605                      |
| 376            | Petar Zrinski     | aframax tanker        | 1994.  | 101.605                      |
| 372            | Frans Suell       | trajekt               | 1992.  | 4105                         |
| 362            | Jahre Traveller   | tanker                | 1990.  | 140.000                      |
| 361            | Jahre Target      | tanker                | 1990.  | 140.000                      |
| 357            | Isabella          | ro-ro trajekt         | 1989.  | 4105                         |
| 356            | Amorella          | ro-ro trajekt         | 1988.  | 4105                         |
| 347            | Kriti Color       | tanker                | 1987 . | 43.305                       |
| 100            | Capean Carras     | teretni brod          | 1971.  | 77.000                       |
| 77             | Makarska          | teretni brod          | 1968.  | 8000                         |
| 50             | Pakistan          | teretni brod          | 1964.  | 12.860                       |
| 8              | Jedinstvo         | putnički              | 1958.  | 2600                         |
| 1              | Jugoslavija       | putnički              | 1956.  | 2600                         |

## Vanjske poveznice
- Službene stranice
- Brodosplit d. d. Hrvatska tehnička enciklopedija, portal hrvatske tehničke baštine. LZMK